# داني كونيغ
داني كونيغ (بالدنماركية: Danni König)‏ هو لاعب كرة قدم دنماركي، ولد في 17 ديسمبر 1986 في Tingbjerg ‏ في الدنمارك. لعب مع اوكلاهوما سيتي أنرجي ونادي راندرس ونادي سينسيناتي ونادي فالور.

## وصلات خارجية
- داني كونيغ على موقع قاعدة بيانات كرة القدم.إي يو (الإنجليزية)
- داني كونيغ على موقع Soccerway.com (الإنجليزية)
- داني كونيغ على موقع عالم كرة القدم.نت (الإنجليزية)